# Garrinchão-coraia
O garrinchão-coraia (Pheugopedius coraya) é uma espécie de ave da família Troglodytidae, a família das curruíras, também chamadas de garrinchas.

## Taxonomia
O garrinchão-coraia foi descrito formalmente em 1789 pelo naturalista alemão Johann Friedrich Gmelin em sua edição revisada e ampliada do Systema Naturae de Carl Linnaeus. Ele o colocou junto aos tordos no gênero Turdus e cunhou o nome binomial Turdus coraya. Gmelin baseou sua descrição em "Le Coraya" de Caiena, na Guiana Francesa, que foi descrita em 1778 pelo polímata francês Conde de Buffon em sua Histoire Naturelle des Oiseaux. Uma gravura colorida feita à mão por François-Nicolas Martinet foi publicada para acompanhar o texto de Buffon. A palavra "coraya" como epíteto específico e no nome comum é um homófono para o francês queue rayée que significa "cauda barrada". O garrinhão-coraia é agora uma das doze espécies colocados no gênero Pheugopedius, introduzido em 1851 pelo ornitólogo alemão Jean Cabanis.
São identificadas dez subespécies : 
- Pheugopedius coraya obscurus (Zimmer, JT & Phelps, WH, 1947) – leste da Venezuela
- Pheugopedius coraya caurensis (Berlepsch & Hartert, EJO, 1902) – leste da Colômbia, sul da Venezuela e noroeste do Brasil
- Pheugopedius coraya barrowcloughianus (Aveledo & Peréz, 1994) – sudeste da Venezuela
- Pheugopedius coraya ridgwayi (Berlepsch, 1889) – nordeste, leste da Venezuela e oeste da Guiana
- Pheugopedius coraya coraya (Gmelin, JF, 1789) – Guianas e norte do Brasil
- Pheugopedius coraya herberti (Ridgway, 1888) – nordeste do Brasil ao sul da Amazônia
- Pheugopedius coraya griseipectus (Sharpe, 1882) – leste do Equador, nordeste do Peru e oeste do Brasil
- Pheugopedius coraya amazonicus (Sharpe, 1882) – leste do Peru
- Pheugopedius coraya albiventris (Taczanowski, 1882) – norte do Peru
- Pheugopedius coraya cantator (Taczanowski, 1874) – Peru central

## Distribuição e habitat
Essa espécie é encontrada na parte Amazônica, ao norte  e noroeste da América do Sul. Seus habitats naturais são as  florestas subtropicais ou tropicais úmidas de baixa altitude, os pântanos subtropicais ou tropicais e até florestas secundárias altamente degradadas.

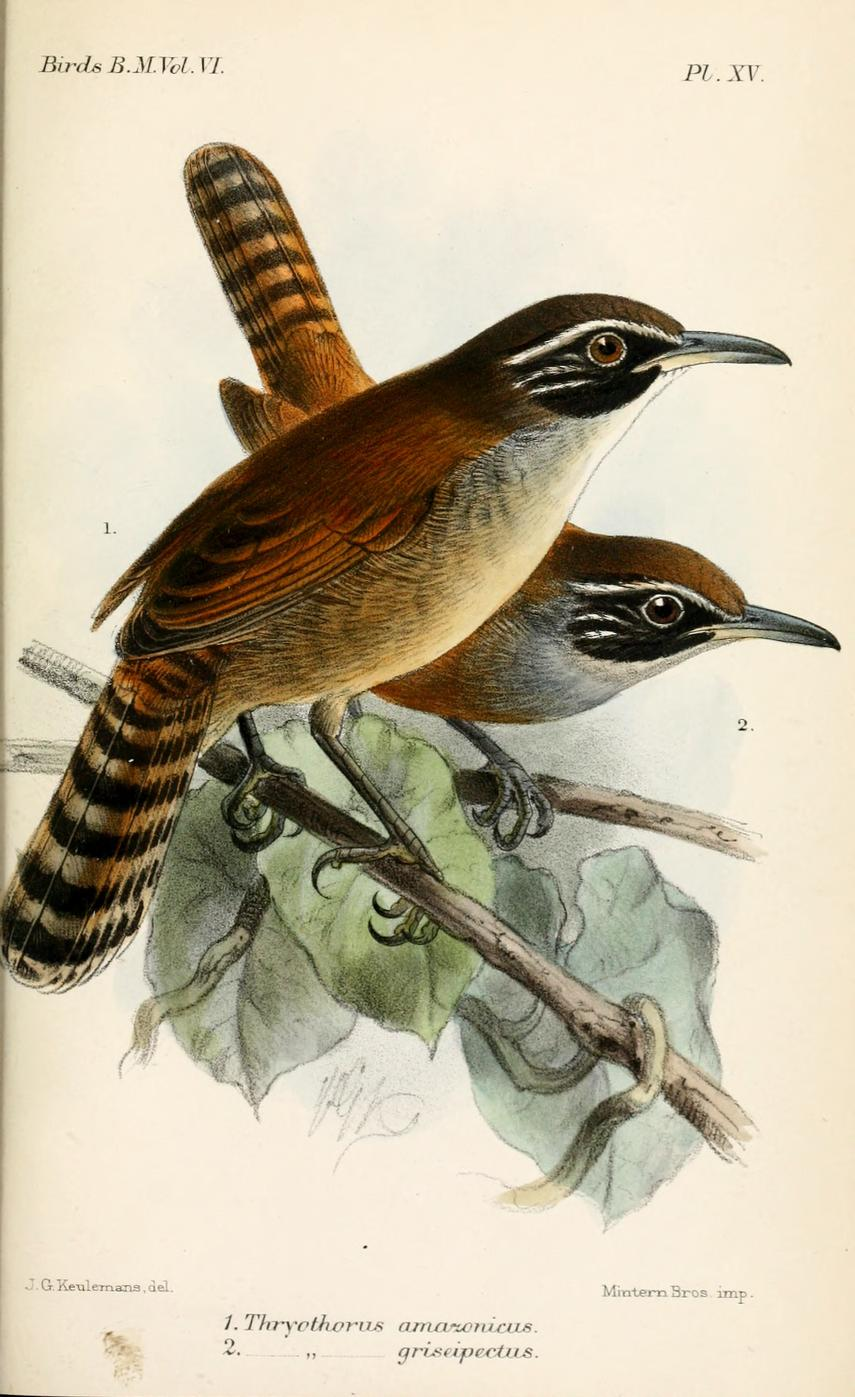
Subespécie P. c. amazonicus (na frente) e P. c. griseipectus (atrás); ilustração de Keulemans, 1881